# فرانك كافاناف
فرانك كافاناف (بالإنجليزية: Frank Cavanaugh)‏ هو لاعب كرة قدم أمريكية أمريكي، ولد في 28 أبريل 1876 في ورسستر في الولايات المتحدة، وتوفي في 29 أغسطس 1933.